# Michail Šechtman
Michail Jur'evič Šechtman (fino ad aprile 2019 – Antonenko) (in cirillico: Михаил Юрьевич Шехтман, trasl. angl.: Mikhail Yurevich Shekhtman; Mosca, 25 febbraio 1995) è un pianista e direttore d'orchestra russo.

## Biografia

### L'infanzia a Mosca
Michail Antonenko è nato a Mosca nella Federazione Russa in una famiglia di fisici. La madre, Elena Kotova, è di origine ebrea mentre il padre, Jurij Antonenko, è russo.
Mikhail ha una sorella più grande di nome Ekaterina, direttrice di coro e direttrice artistica di Intrada Ensemble. 
La nonna di Mikhail era sorella di Emma Shadkhan (Emma S. Woytinski), moglie di Wladimir S. Woytinsky, consigliere del presidente Franklin D. Roosevelt.

### Formazione

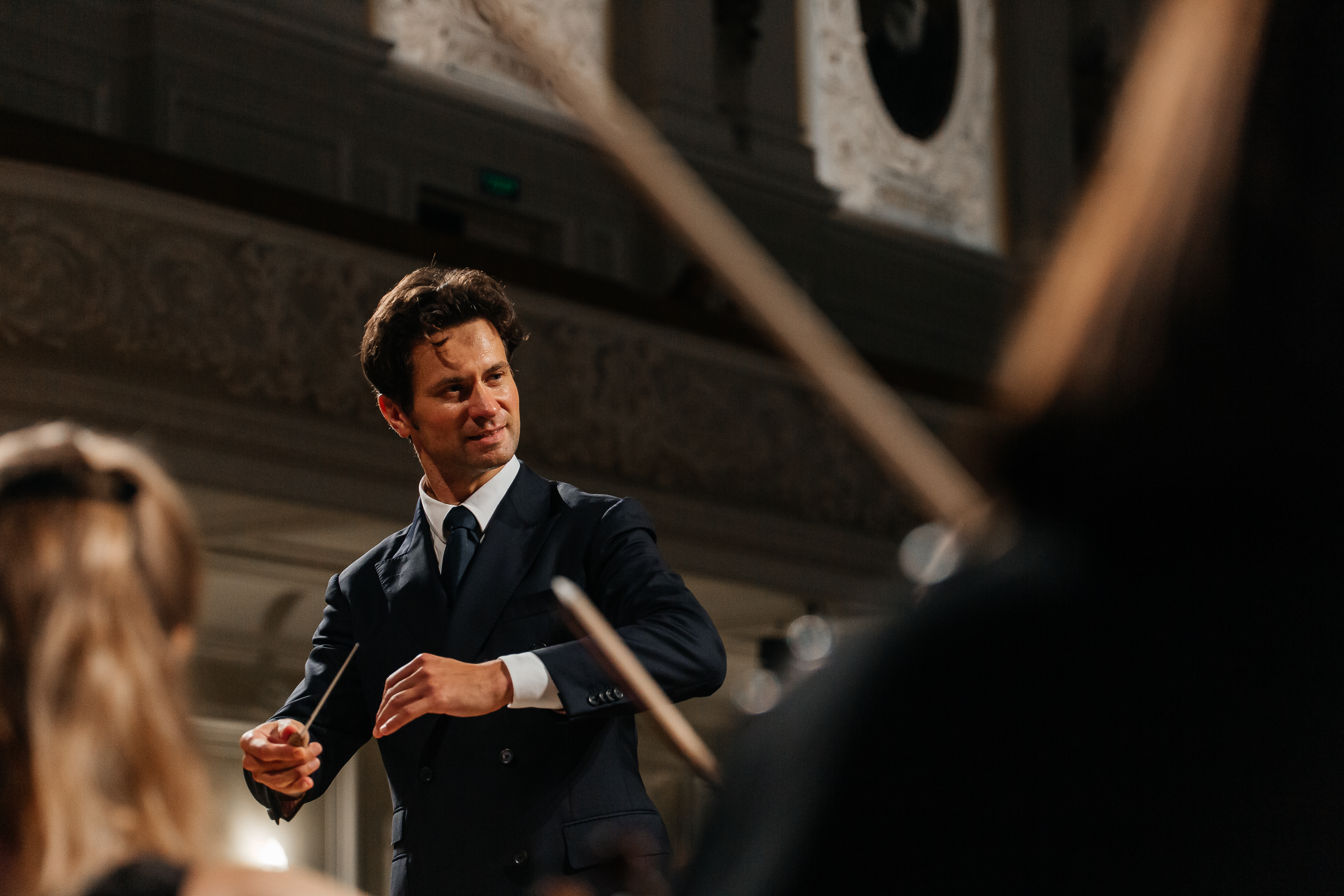
Mikhail Šechtman, 2022

Ad infondergli la passione per la musica fu il nonno, Avram Shekhtman, dotato di una voce da tenore, il quale amava profondamente la musica classica; gli diede lezioni di canto e era solito a fargli ascoltare le riproduzioni di registrazioni di LP.
Antonenko iniziò a suonare il pianoforte all'età di sei anni e all'età di sette eseguì il suo primo concerto a Mosca. Fin dalla prima infanzia, Mikhail studiò pianoforte a Mosca con Elena Aleksandrova, allieva del professor Bulgaro Denis Vlasenko presso il Conservatorio di Mosca.
Dal 2004 al 2008 Antonenko studiò presso il Conservatorio di Stato di Mosca con la professoressa Vera Khoroshina, amica di Emil Gilels e una delle studentesse preferite del professor Heinrich Neuhaus (docente di S. Richter e E. Gilels). Studiò pianoforte e organo anche con la professoressa Natalia Gureeva. Successivamente continuò gli studi presso il Conservatorio Tchaikovsky di Mosca, con il Professor Pavel Nersessian, ottenendo il diploma nel 2013. Mikhail frequentò corsi di perfezionamento presso Dmitry Bashkirov, Michail Jurowski e Teodor Currentzis.
Da aprile 2019, Michail ha il cognome Shekhtman.

### Il successo
Da quando è uscito dal Conservatorio, Šechtman si è esibito frequentemente in tutta la Russia (Sala Grande del Conservatorio di Stato di Mosca, Tchaikovsky Concert Hall di San Pietroburgo, Gran Sala Filarmonica) così come in tutto il mondo — nel Regno Unito, in Francia, in Germania, in Svizzera, in Austria, in Italia, in Finlandia, in Australia e in Corea).
Šechtman è diventato pianista permanente per il soprano Julia Lezhneva dal 2007, quando si sono incontrati come compagni di classe presso l'Accademia Musicale annessa al Conservatorio di Mosca. Insieme, hanno eseguito numerosi recital e concerti in svariate sedi, tra cui la Konzerthaus di Vienna, la Konzerthaus di Berlino, la Amsterdam Musikgebouw, il Melbourne Recital Centre, la Sala grande del Conservatorio di Mosca, la Sala grande della filarmonica di San Pietroburgo, il Laeiszhalle, il KKL Luzern, il Lotte Sala da Concerto, l'Auditorio Nacional di Madrid, e hanno partecipato a diversi festival tra cui Gstaad Menuhin Festival, Torroella e Peralada, Spagna, "Serate dicembre di Sviatoslav Richter" a Mosca. Šechtman collabora con alcune orchestre, tra cui la Gewandhausorchester di Lipsia, la Seoul Philharmonic, la Russian State Symphony Orchestra, la “Evgeny Svetlanov”, la Symphony Orchestra e l'Orchestra Nazionale spagnola.

### Esibizioni importanti
Il 29 dicembre 2015 Šechtman ha debuttato sul palco della Sala grande del Conservatorio di Mosca con Julia Lezhneva per Concerto di Capodanno.
Il 1 gennaio 2016 Šechtman ha debuttato con la Lucerner Sinfoniorchester al KKL di Lucerna, esibendosi durante il Concerto di apodanno sotto la guida del Maestro James Gaffigan.
Il 26 novembre 2016, Šechtman ha eseguito il concerto di natale con la Gewandhausorchester, Julia Lezhneva e Herbert Blomstedt al Gewandhaus di Lipsia.
Il 18 gennaio 2018 ha debuttato la con State Academic Symphony Orchestra della Federazione Russa presso la Sala Grande di Mosca, eseguendo il Concerto per Pianoforte N. 1 Op. 15 di Beethoven come solista e direttore d'orchestra, e ha anche condotto arie e ouverture di Mozart, Rossini, Donizetti, Meyerbeer con il soprano Dilyara Idrisova e tenore Alexey Tatarintsev.

### Registrazioni

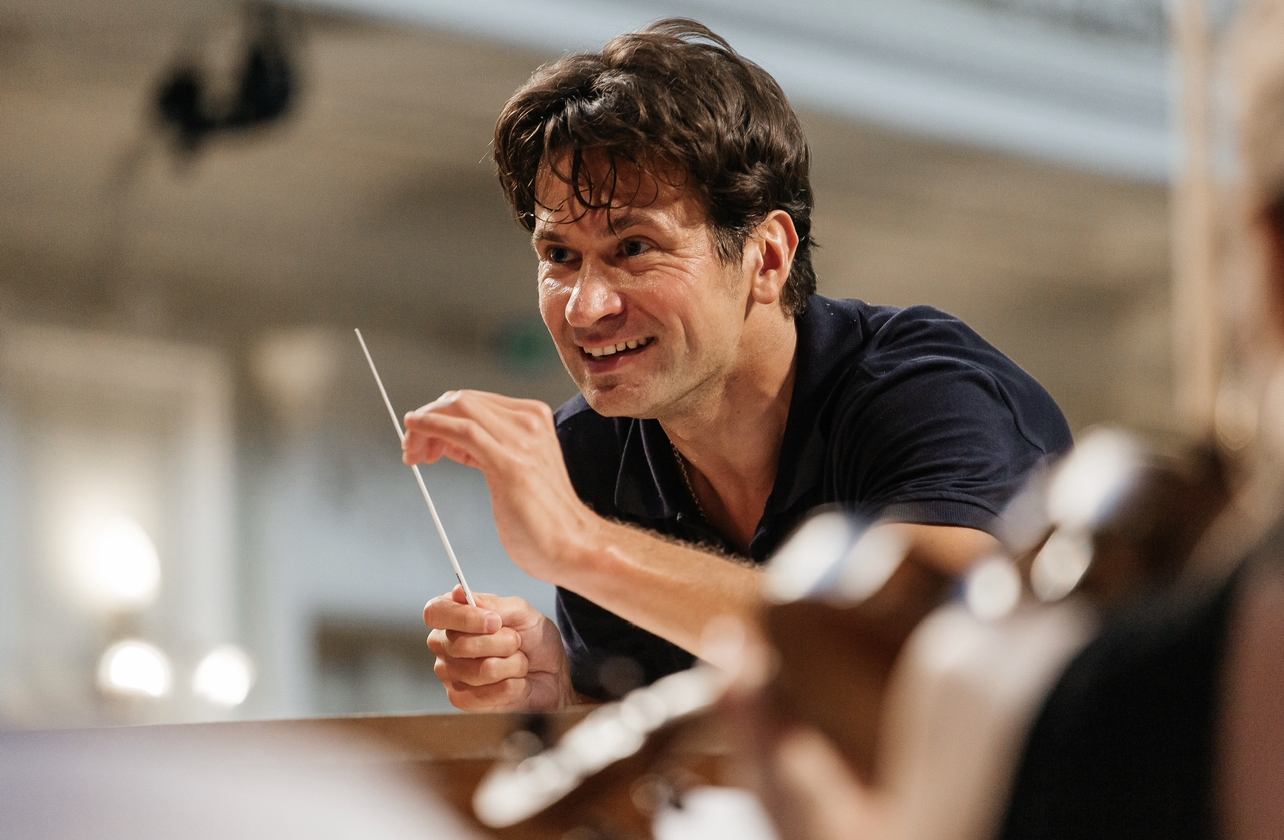
Il maestro Šechtman dirige, 2022

Šechtman fatto la sua prima registrazione professionale rilasciato su etichetta Decca condotto Concerto Köln per Julia Lezhneva nuovo prima registrazione mondiale di Curon Arie d'Opera su etichetta Decca (2017).
Il CD è stato descritto come "Disco del Mese" della Radio Bavarese.
Šechtman concerto del pianista di repertorio che spazia da Scarlatti e Couperin di Prokofiev e Shostakovich con una particolare attenzione verso le opere di J. S. Bach, W. A. Mozart, L. van Beethoven e Schubert.